# 反斗家族
《反斗家族》（英語：The Fairly Oddparents）是一部美國喜劇動畫劇集，由尼克儿童频道（Nickelodeon）播出，從2001年播出到2017年，是目前僅次於《海綿寶寶》（Spongebob Squarepants）第二長壽的尼克卡通。本部卡通由布奇·哈特曼（Butch Hartman）創作。卡通講述圍繞在主角10歲小孩—提姆·透納（Timmy Turner），作為神仙教子（Godchild），和神仙乾爸科斯摩（Cosmo）、乾媽汪達（Wanda）一起生活，每當提姆碰上麻煩或自己遇到的煩惱，提姆就會呼叫神仙許願使出魔法，但願望常常變成一團混亂，引發一連串的冒險和展開，卡通充滿了各種諷刺和鬧劇元素。後期追加了小仙子蒲蒲（Poof）作為新的主要角色，他在《The Fairly OddBaby》首次登場，最後兩季先後有新加入的主要角色，九季追加了史帕奇（Sparky），十季追加克蘿伊·卡邁克爾（Chloe Carmichael）並取代史帕奇成為主要角色。
重要角色有愛錢且愛趁小朋友爸媽不在時，很愛欺負小孩的惡保母──維琪（Vicky），她有一位妹妹叫托蒂（Tootie），跟她姐姐愛欺負的個性不同，她非常喜歡提姆但長相不佳惹得提姆想辦法遠離她。總是瘋瘋癲癲，企圖狩獵仙子想要將仙子許願的力量到手的老師──丹薩爾·克羅克（Denzel Crocker）。，來自優戈波塔米亞（Yugopotamia）的外星人──陳馬克（Mark Chang）。在學校非常受歡迎，類似亞洲人的女孩──唐崔西（Trixie Tang），來自漫畫世界恰辛那堤（Chincinatti）的超級英雄──緋紅下巴（Crismon Chin）亦是提姆最愛的超級英雄。黑暗雷射（Dark Laser），戲仿星際大戰黑武士（Darth Vader）的反派角色，目標是消滅提姆和毀滅地球，但常常被玩弄於股掌之中。
卡通主要設定在位於加州的虛構城市迪姆斯戴爾（Dimmsdale），提姆和他的家人及主要角色都居住在這城市，山坡上有戲仿好萊塢標誌（Hollywood Sign）的標誌，市區有各式各樣的建築，甚至還有摩天大樓，效區的景觀跟美國一般的效區沒兩樣，提姆和父母的家及朋友們居住的社區都住在這裡，該有建築設施都有，包括醫院、監獄、學校、公園、各種餐廳和商店等，還有間名為迪馬圓頂（Dimmadome）的體育場，以其創始人及持有者到道格·迪馬多爾（Doug Dimmadome）命名，迪馬多爾以超乎想像的10加侖牛仔帽（10-gallon hat）而聞名。
除了迪姆斯戴爾，卡通有時出現不同地點以配合劇情需要，三不五時還會出現世界其他地方以拓展本卡通的世界觀。例如仙子們所居住的仙子界（Fairy World），仙子界位於漂浮的雲層上，並帶有豐富的粉紅色和紫色，仙子界提供了仙子要替神仙教子許願時的魔法來源。喬登·凡·史崔爾（Jorgen Von Strangle）為仙子界的領袖，是一位身材魁梧、堅韌的仙子，帶有類似阿諾德·施瓦辛格（Arnold Schwarzenegger）的奧地利口音，他有一本制定仙子界規定的法典大規則（Da Rules），能許什麼願、不可許什麼許願，神仙教子的行為限制，上面都有明確規定，系列初期對提姆屢屢打破大規則（Da Rules）感到不厭其煩，但隨著劇情的進展漸漸地對提姆產生好感。
有和仙子相反的反仙子（Anti-fairies，又稱黑仙子或黑暗仙子）存在，每位反仙子對應著仙子界每位仙子，但個性、特徵是相反的，反仙子會使用黑魔法帶來不詳的厄運，他們居住在的反仙子界（Anti-Fairy World），位於充滿血紅和暗藍天空的世界。
每位仙子只能守護一位孩子作為神仙教子，仙子的目的地是要幫助弱小、處境悲慘的孩子，當神仙教子12歲時就必須解除關係，但也有出現例外的時候（見下方的真人電影版敘述）。但在第十季由於仙子資源短缺，守護神仙教子的規定出現改變，可和另一位孩子共享仙子，提姆就是在這情形下和克蘿伊共享神仙乾爸媽。
本卡通原本是《喔耶！卡通》（Oh Yeah! Cartoons）節目諸多卡通中的一部分，由於本卡通的人氣一直都居高不下，於2001年3月30日正式分家播出獨立的動畫影集，總共播出5季80集，原先趣怪守護仙將於2006年完結，但播出所累積的高人氣使這部卡通續訂第六季，隨後持續地播出至第十季，直到2018年2月布奇·哈特曼退出尼克頻道本卡通宣告完結，至此本卡通的總集數為10季172集。
中國大陸於CCTV-1播出，台灣則由中華電信MOD中的尼克兒童頻道以中英雙語配音播出，但東森幼幼台亦曾在冷門時段播出過本卡通。香港版本於亞洲電視本港台以廣東話播出。德國則由RTL Super及尼克儿童频道德国以德國德語配音播出。

## 真人電影系列
在2011年到2014年，《趣怪守護仙》推出了真人電視電影系列，目前一共播出了3部電影《A Fairly Odd Movie: Grow Up, Timmy Turner!》（此電影在台灣曾在東森幼幼台播出，有中文配音），《A Fairly Odd Christmas》 和《A Fairly Odd Summer》，講述已經過了多年歲月成長為23歲的提姆·透納（Timmy Turner）和仙子們的冒險，真人電影版的劇情和本篇卡通有很大的差異，最大的差別是提姆長大了，這跟在卡通一直都是10歲的提姆有很大的不同，因此並不能算卡通劇情發展線的一部分。

## 真人影集續作
已宣布《趣怪守護仙》將會在派拉蒙+（Paramount+）推出真人影集版，2021年7月開拍，預定2022年3月上線。

## 資料來源
1. ↑  .   [2012-08-01]. （原始内容存档于2015-05-14） （中文）.
2. ↑  Samuel Gelman. . CBR. April 20, 2021  [April 20, 2021]. （原始内容存档于2021-11-21）.
3. ↑   (新闻稿). Nickelodeon. July 12, 2021  [July 12, 2021] –The Futon Critic.
4. ↑  . Collider. 2021-11-08  [2021-11-29]. （原始内容存档于2021-12-19） （美国英语）.